# Adventures in the Magic Kingdom
Adventures in the Magic Kingdom är ett TV-spel från 1990, utgivet till NES. Musiken komponerades av Yoko Shimomura, senare känd för musiken till Kingdom Hearts-spelen. Spelet utspelar sig på en Disneypark.

### Fotnoter
1. 1 2  ”Adventures in the Magic Kingdom”. NES DB. 1 mars 1990. Arkiverad från originalet den 11 mars 2015. https://web.archive.org/web/20150311182655/http://www.nesdb.se/game_more.php?id=32&rid=1. Läst 23 april 2014.